# Sombeke
Sombeke is een dorp in de Belgische gemeente Waasmunster. Het ligt zo'n drie kilometer ten oosten van het centrum van Waasmunster, op de weg naar Elversele.

## Geschiedenis
Sombeke was vroeger een heerlijkheid, waarvan oude vermeldingen teruggaan tot 1448. Het dorp ontstond in de middeleeuwen in de noordelijke vallei van de Durme. Het is gegroeid rond twee driesen, een paar honderd meter van elkaar gelegen, haaks op elkaar, en verbonden door de Smoorstraat. Naast de zuidelijke dries, benedendries of Sombekedries, bevond zich het kasteel van Sombeke. De noordelijke dries of bovendries lag aan de weg Lokeren-Waasmunster-Temse, een deel van de Lage Heerweg Gent-Antwerpen. Hier ontwikkelde zich het dorp en de Sombekedries werd het centrale dorpsplein.
Aan de noordkant van de Sombekedries werd op de plaats van een oude windmolen in 1629 een eerst kapel opgetrokken, gewijd aan Sint-Rochus. De heerlijkheid Sombeke werd verkocht in 1640 en de nieuwe eigenaar liet in 1642 een nieuwe grotere kapel optrekken, in 1643 ingewijd door de Gentse bisschop Antonius Triest. De Ferrariskaart uit de jaren 1770 toont het gehucht Sombeke met zijn twee driesen, de kapel en het Château de Sombeeck.
Op het eind van het ancien régime werden de gemeenten gecreëerd en Sombeke werd een deel van de gemeente Waasmunster. In de jaren 1880 werd in Sombeke een dorpsschool opgetrokken. In 1888 werd de parochie zelfstandig, waarop de kerk werd vergroot.
In de 20ste eeuw vergroeiden door nieuwe verkavelingen Sombeke en Elversele. Het dorpscentrum met de twee driesen, de kerk en de kasteelsite werd in 1982 als dorpsgezicht beschermd.

## Bezienswaardigheden
- De Sint-Rochuskerk
- Het Kasteel van Sombeke
- De schandpaal[2]
- De beschermde pastorie

## Bekende inwoners
- Edmond Verstraeten (1870-1956), kunstschilder

## Nabijgelegen kernen
Waasmunster, Sint-Niklaas, Elversele